# INCERC
Institutul de Cercetări în Construcții și Economia Construcțiilor (INCERC) este un institut de cercetare din România.
Se află în coordonarea Ministerului Dezvoltării Regionale și Locuinței.

## Istoric
Activitatea de cercetare în construcții a fost inițiată în Romania în 1950 prin formarea ICI, Institutul de Cercetări și Încercări, apoi la scurt timp a ICSC, Institutul de Cercetări Științifice în Construcții.
Ambele au fost incluse in 1957 în ICML, Institutul de Cercetări pentru Construcții, Materiale de Construcții și Industria Lemnului.
În 1959 a apărut o nouă structură organizatorică, IPCMC, Institutul de Proiectare și Cercetare în Construcții și Materiale de Construcții.
Spre sfârșitul anului 1959 s-a înființat Institutul de Cercetări în Construcții și Economia Construcțiilor INCERC, sigla sub care institutul este cunoscut până în prezent.
Sucursale:
- Sucursala Iași a fost înființată în anul 1955.
- Sucursala Timișoara a fost înființată în anul 1955.
- Sucursala Cluj-Napoca a fost înființată în 1962.